# Hutte
Hutte of d'Hutte (Frans: La Hutte) is een gehucht in Opbrakel, deelgemeente van Brakel in de Belgische provincie Oost-Vlaanderen.
Het gehucht ligt in het westen van Opbrakel, tegen de grens met Schorisse en Vloesberg (Flobecq).

## Geschiedenis
Tijdens het ancien régime lag de plaats op de grens van het Graafschap Henegouwen en het Graafschap Vlaanderen, aan de noordelijke rand van het Brakelbos.
Toen op het eind van het ancien régime, tijdens de Franse bezetting op het eind van de 18de eeuw, de gemeenten werden gecreëerd, werd de plaats een deel van de gemeente Flobecq (Vloesberg) in het Departement Jemmapes, de latere provincie Henegouwen.
Het gehucht lag in het uiterste noorden van de gemeente Vloesberg, ruim 5,5 kilometer ten noorden van het dorpscentrum. Het gehucht was bijna volledig omgeven door Oost-Vlaams grondgebied. Enkel via een strook van zo'n 250 meter breed was het in het zuidwesten verbonden met de rest van Vloesberg.
Op de Atlas der Buurtwegen uit 1841 is de plaats weergeven als het gehucht Suitte. Halverwege de 19de eeuw werd het gebied net ten zuidoosten van het gehucht doorsneden door de nieuwe rechte steenweg tussen Ronse en Ninove, zoals te zien op de Vandermaelenkaart uit die periode.
In de jaren 1960 werd de taalgrens vastgelegd. Het Nederlandstalig gehucht d'Hutte zou van het Franstalige Vloesberg werden overgeheveld naar Vlaanderen. Aanvankelijk zou het bij de gemeente Schorisse werden gevoegd, maar uiteindelijk werd het bij de gemeente Opbrakel gevoegd. Het bosgebied ten zuiden van d'Hutte, met het gehucht d'Hoppe, bleef bij Vloesberg.
Met de fusie van Opbrakel in 1971 werd Hutte een onderdeel van fusiegemeente Brakel.

## Verkeer en vervoer
Net ten zuidoosten van d'Hutte loopt de gewestweg N48 tussen Ronse en Ninove.
Deelgemeenten: Elst · Everbeek · Michelbeke · Nederbrakel · Opbrakel · Parike · Zegelsem

Overige dorpen, gehuchten en wijken: Boekkouter · Everbeek-Beneden · Everbeek-Boven · Hutte · Rovorst · Sint-Maria-Oudenhove (deels) · Verrebeek 

Belgische gemeenten · Arrondissement Oudenaarde · Oost-Vlaanderen · Vlaanderen